# Gare de Langstaff
La gare de Langstaff est une gare de trains de banlieue et d'autobus située à Richmond Hill en Ontario, exploitée par GO Transit. La gare est desservie par la ligne Richmond Hill, et le service de bus correspondants de GO Transit et de York Region Transit est disponible au Terminus Richmond Hill Centre, situé à l'ouest de la gare.

## Situation ferroviaire
La gare de Langstaff est située à la borne 18,3 milles (29,5 km) de la subdivision Bala du Canadien National, à double voie, entre les gares d'Old Cummer et de Richmond Hill.
Depuis Old Cummer, la ligne se dirige vers le nord, en passant par Steeles Avenue avant de rejoindre la subdivision York du CN à Doncaster. La subdivision York a été construite à la fin des années 1960 pour contourner les lignes qui se dirigeaient vers Toronto. Le trafic que la subdivision a éliminé des anciennes subdivisions a libéré l'espace sur les voies dont GO Transit avait besoin pour établir et développer ses opérations de trains de banlieue.
La subdivision Bala croise la subdivision York sur un « losange », tout comme les subdivisions abritant les trains de Barrie et de Stouffville de GO Transit. Comme la subdivision York est l'une des lignes les plus fréquentées du CN, le passage à niveau était la source de certains retards pour ces opérations. Récemment, ces retards ont été éliminés sur les lignes de Barrie et de Stouffville grâce à la construction de passages souterrains. Aucun passage souterrain de ce type n'a pas été construit pour la subdivision Bala, et on ne prévoit pas en construire un dans un avenir prévisible.
Après avoir traversé Bayview Avenue et le cimetière Sainte-Croix, le train s'arrête à la gare de Langstaff, qui se trouve actuellement sous les viaducs de la route 7 et de l'autoroute 407, juste à l'est de Yonge Street. Le secteur a également fait l'objet d'un réaménagement, avec la construction de magasins à grande surface des deux côtés de la voie ferrée.
Après avoir quitté Langstaff, la ligne s'incurve vers le nord-nord-est, traversant des quartiers résidentiels nouvellement établis et des développements commerciaux comme le centre commercial South Hill. Après avoir dépassé l'Observatoire Dunlap de l'Université de Toronto et traversé Major Mackenzie Drive, le train s'arrête à Richmond Hill.

## Histoire
La gare est mise en service en mai 1978, avec l'ouverture initiale de la ligne Richmond Hill. L'édicule de la gare se situait sur Langstaff Road, jusqu'à ce que la gare soit déménagée avec un nouvel édicule situé au nord de la route 7.
En septembre 2005, York Region Transit, l'agence de transport en commun dans la région d'York, a construit le nouveau terminus de Richmond Hill à l'intersection de la rue Yonge et de la route 7. Toutefois, aucun lien direct n'a pas été établi entre le terminus et la gare, et les autobus ont dû dérouter vers le boucle de bus à la gare pour correspondances. Un pont piéton entre la gare et le terminus a été ouvert en mars 2008.

## Service des voyageurs

### Accueil
La billetterie de GO Transit est ouverte en semaine de 5 h 40 à 8 h 25, fermée les fins de semaine et jours fériés. L'ambassadeur de la gare GO peut aider les clients à configurer un type de tarif ou à définir un trajet par défaut sur la carte Presto. Les clients disposent également d'options en libre-service, notamment l'achat d'un billet papier dans un distributeur automatique de billets, le chargement d'une carte Presto dans un distributeur automatique de billets compatible avec Presto, l'achat d'un billet électronique avec leur téléphone intelligent et le paiement au valideur avec une carte de crédit sans contact ou une carte Presto.
La gare dispose également des téléphones payants, des toilettes publiques, d'un stationnement incitatif avec des zones réservées au covoiturage et d'un stationnement incitatif, d'une salle d'attente, d'un abri de quai chauffé, et de Wi-Fi.

### Desserte
À partir du 7 janvier 2023, trois trains de Bloomington s'arrêtent à cette gare vers la gare Union de Toronto pendant la période de pointe du matin, et quatre trains de Union s'arrêtent à cette gare vers Bloomington pendant la période de pointe de l'après-midi.
Un service de bus est proposé en semaine, en dehors des heures de pointe, entre la gare de Bloomington et la gare Union de Toronto, à l'exception des gares d'Old Cummer et d'Oriole. À l'exception d'un trajet de bus tôt le matin depuis la gare de Richmond Hill, tous les trajets desservent les gares de Bloomington, Gormley, Richmond Hill, Langstaff et Union.
Cette ligne ne propose pas de service de bus ou de train le week-end. Les passagers se rendant au centre-ville de Toronto ou à Richmond Hill doivent prendre la TTC ou la YRT.

### Intermodalité

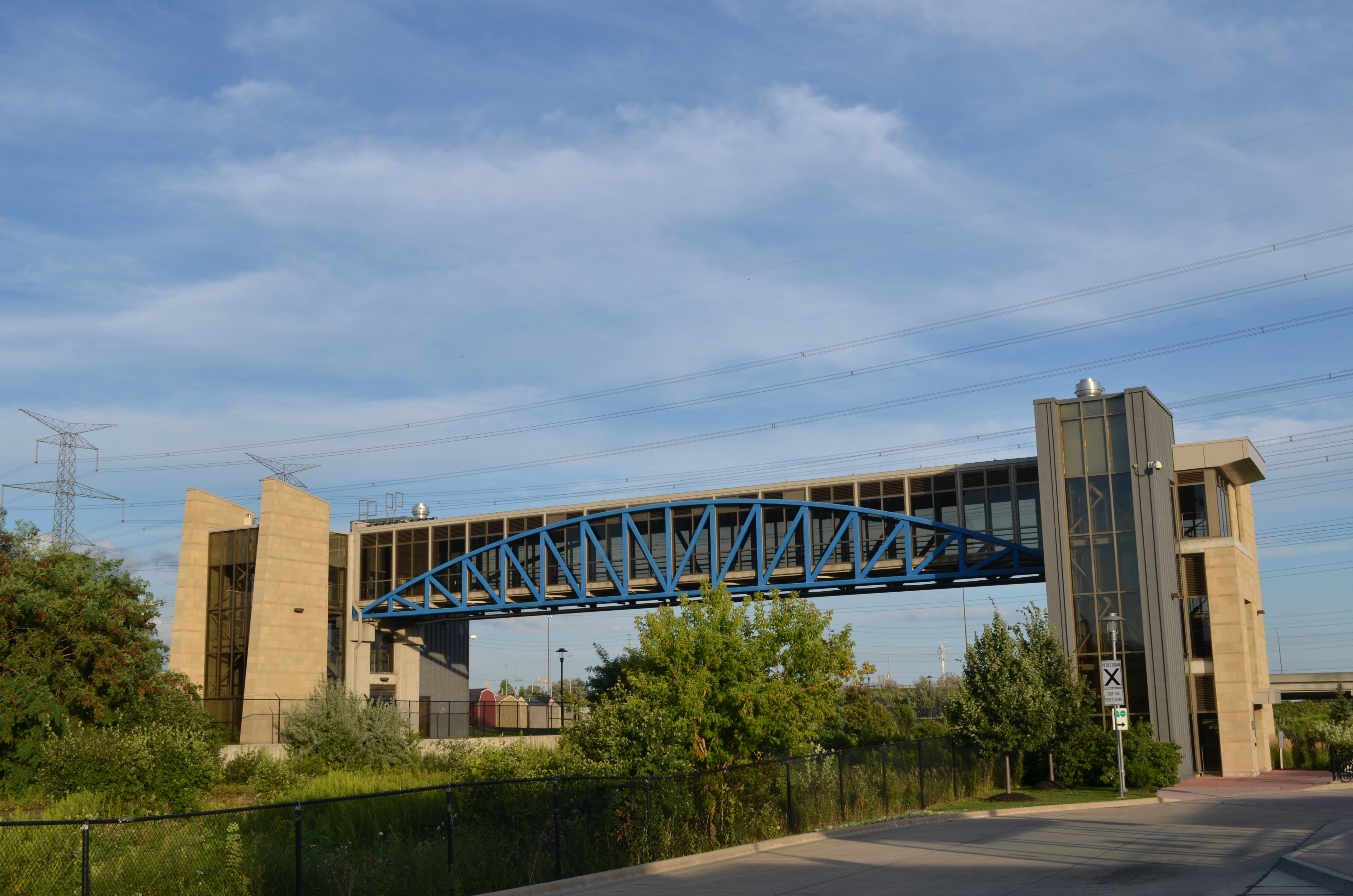
Pont piétonnier vers le terminus Richmond Hill Centre.

#### GO Transit
Toutes les routes d'autobus sauf la ligne de train-bus 61 desservent le terminus Richmond Hill Centre à l'ouest de la voie. Le terminus d'autobus est relié à la gare via une passerelle piétonne.
- 40 Hamilton / Richmond Hill (24 heures sur 24, 7 jours sur 7)
  - Direction ouest vers Hamilton GO Centre via l'Aéroport international Pearson de Toronto
- 41 Hamilton / Pickering (service en semaine)
  - Direction est vers la gare de Pickering
  - Direction ouest vers Hamilton GO Centre via la station Highway 407, la gare de Bramalea et l'Université McMaster
- 45 Mississauga / Highway 407 Bus Terminal (service en semaine)
  - Direction est vers la gare d'Unionville
  - Direction ouest vers la gare de Streetsville
- 52 Durham College Oshawa / Highway 407 Bus Terminal (service de fin de semaine)
  - Direction est vers le Collège Durham et l'Institut universitaire de technologie de l'Ontario à Oshawa
  - Direction ouest vers la station Highway 407
- 54 Mount Joy / Highway 407 Bus Terminal (service en semaine)
  - Direction est vers la gare de Mount Joy
  - Direction ouest vers la station Highway 407
- 56 Durham College Oshawa / Oakville (service en semaine)
  - Direction est vers le Collège Durham et l'Institut universitaire de technologie de l'Ontario
  - Direction ouest vers la gare d'Oakville
- 61 Richmond Hill (en semaine hors pointe, arrêt à la gare de Langstaff)
  - Direction nord vers la gare de Bloomington
  - Direction sud vers le terminus d'autobus de la gare Union de Toronto

#### York Region Transit
Le transport en commun local est assuré par le York Region Transit (YRT), qui exploite Viva, le réseau de bus à haut niveau de service, et les routes locales et express. Toutes les lignes du YRT desservent le terminus Richmond Hill Centre, qui est accessible par une passerelle depuis la gare.
- Viva Blue (service rapide par bus, tous les jours)
  - Direction nord vers le terminus Newmarket
  - Direction sud vers la station Finch
- Viva Purple (service rapide par bus, tous les jours)
  - Direction est vers le terminus Cornell
- Viva Orange (service rapide par bus, tous les jours)
  - Direction ouest vers Martin Grove Road
- 1 Highway 7 (service local, tous les jours)
  - Direction est vers le terminus Cornell
- 83 Trench (service local, lundi au vendredi)
  - Direction nord vers le terminus Bernard
- 83A Trench (service local, heures de pointe)
  - Direction nord vers l'École secondaire Richmond Green
- 86 Newkirk-Red Maple (service local, lundi au samedi)
  - Direction nord vers 19e avenue via la gare de Richmond Hill et le terminus Bernard
- 87 Autumn Hill (service local, heures de pointe)
  - Direction ouest vers le centre commercial Vaughan Mills, via la gare de Rutherford
- 91B Bayview (service local, heures de pointe)
  - Direction nord vers Worthington Avenue
- 98/99 Yonge (autobus de nuit)
  - Direction nord vers Green Lane
  - Direction sud vers la station Finch
- 99 Yonge (service local, tous les jours)
  - Direction nord vers le terminus Bernard
  - Direction sud vers la station Finch
- 760 Vaughan Mills / Wonderland (service express, fins de semaine seulement)
  - Direction sud vers la station Finch
  - Direction nord vers le centre commercial Vaughan Mills
  - Direction nord vers Canada's Wonderland (service saisonnier)